# Antikörper-Oligonukleotid-Konjugat

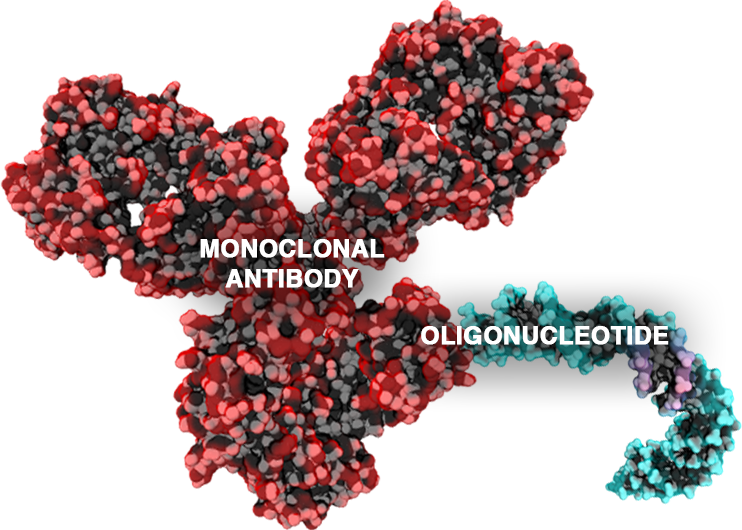
Schematische Struktur eines Antikörper-Oligonukleotid Konjugats

Antikörper-Oligonukleotid-Konjugate oder AOCs gehören zu einer Klasse chimärer Moleküle, die in ihrer Struktur zwei wichtige Familien von Biomolekülen kombinieren: monoklonale Antikörper (mAb) und Oligonukleotide (ON). Die Kombination der Targeting-Fähigkeiten monoklonaler Antikörper mit den zahlreichen funktionellen Modalitäten von Oligonukleotiden hat sich für eine Vielzahl von Anwendungen mit AOC als nützlich erwiesen, darunter Bildgebung, Detektion und zielgerichtete Therapeutika.
Die größte Hürde auf dem Weg zu erfolgreichen ON-Therapeutika ist die Zellaufnahme bzw. -internalisierung. Im Gegensatz zu den meisten niedermolekularen Arzneimitteln wird eine unkomplizierte Aufnahme durch das polyanionische Grundgerüst und die Molekülgröße der ONs behindert. In Anlehnung an die breite und erfolgreiche Klasse der Antikörper-Wirkstoff-Konjugate werden Antikörper und Antikörperanaloga in der Forschung immer häufiger eingesetzt, um die Hürden bei der Verabreichung und Internalisierung von ON-Therapeutika zu überwinden. Durch die Nutzung der Biokonjugationsmethodik wurden mehrere Konjugate hergestellt.

## Entwicklung Antikörper-Oligonukleotid-Konjugate
Über das erste AOC wurde 1995 berichtet, als die Lysine eines Transferrin-Antikörpers mit Hilfe eines bifunktionellen SMCC-Linkers (NHS-Ester und Maleimid-Funktionalität) mit radiomarkierten und Cys-tragenden ASOs verbunden wurden, die auf HIV-mRNA abzielen. Ein weiteres heterogenes Konstrukt, das auf derselben Chemie basierte, aber eine siRNA anstelle eines ASOs enthält, wurde 2011 entwickelt. Im Jahr 2013 markierten MYERS and coworkers einen Anti-CD19-Antikörper unspezifisch mit N-Succinimidyl-3-(2-pyridyl-dithio)-propionat, um Disulfidbindungen mit einem cys-modifizierten ASO zu bilden, die auf die mRNA des Onkoproteins E2A-PBX1 zielen. Letztlich konnten sie in-vivo Antitumoreffekte nachweisen, die mit den einzelnen Entitäten nicht erzielt wurden. Im gleichen Zeitraum wurden mehrere Antikörper in Kombination mit Nanopartikeln und in nicht-kovalenten Strategien für die Verabreichung von ON entwickelt.
Erste Beispiele für eine (orts)selektive Konjugation zwischen einem ON-Therapeutikum und einem mAb sind in der Literatur veröffentlicht: 2015 nutzte Genentech den SMCC-Linker zur Konjugation von siRNA mit mehreren modifizierten mAb auf der Grundlage der firmeneigenen Thiomab-Technologie, die die ortsspezifische Einführung eines Cysteins in die Antikörpersequenz ermöglicht. Sie konnten die Funktionalität beider Entitäten in dem Konstrukt nachweisen und durch das Screening verschiedener Antikörper deren Bedeutung für eine wirksame Antisense-Wirkung validieren. Das Hauptproblem, auf das sie stießen, war ein begrenztes endosomales Entweichen, aber schließlich wurde über ein funktionelles Konstrukt berichtet, das in vivo eine Antisense-Wirkung zeigt. Nach der Entwicklung der SMCC-basierten Konjugate wurden in der Literatur zwei Konstrukte auf der Grundlage von ringspannungs-katalysierten Alkin-Azid-Cycloadditionen beschrieben: ein MXD3 mRNA-Targeting-Gapmer (cEt- und PS-modifiziert) in Verbindung mit einem Anti-CD22-Antikörper, der auf preB-Zellen abzielt, führt in vitro zur Apoptose der Zielzellen und in vivo zu einer längeren Überlebensdauer von Mäusen in Xenotransplantationsmodellen. Eine für die gleiche therapeutische Wirkung erforderliche Dosis bei dem entwickelten Konjugat war 20-mal niedriger (im Vergleich zu einem nackten mAb). Ein anderes berichtetes Konjugat, das dieselbe unselektive Konjugationschemie nutzt, verwendet einen CD44- bzw. EphA2-Antikörper, der kovalent ein therapeutisch irrelevantes „Sense-Carrier“-Oligonukleotid trägt. Dieses Oligonukleotid bildet Basenpaare mit dem eigentlichen Antisense-Oligonukleotid (Gapmer mit Phosphorothioat-Bindungen und 2'-Desoxy-2'-fluor-beta-D-arabinonukleinsäure-Modifikationen und einem endständigen Fluorophor).

## Antikörper Analoga-Oligonukleotid-Konjugate
Trotz ihres Potenzials haben ADCs und AOCs einen Nachteil in Form der physikalischen Größe des Antikörpers (mAb) (150 kDa), welche das Eindringen in solide Tumore (zumindest bei niedrigen Konzentrationen) begrenzt. Darüber hinaus ist eine ortsspezifische Biokonjugation des Antikörpers kaum möglich: Aufgrund der schwierigen Herstellung von mAbs ist die selektive Einführung einer unnatürlichen Aminosäure in das Protein nicht ohne weiteres möglich, was letztendlich eine orthogonale Konjugation nicht ermöglicht.
Deshalb wird intensiv an der Nutzung von Antikörperanaloga und -fragmenten geforscht, die die hohe Zielspezifität beibehalten, aber eine geringere Größe haben und eine größere Möglichkeit der Modifizierung bieten. Nanobodies zum Beispiel sind natürliche Single-Domain-Antikörper, die in Kameliden vorkommen und eine durchschnittliche Masse von 15 kDa haben. Im Vergleich zu mAbs weisen sie eine höhere Stabilität, Löslichkeit und Gewebepenetration auf.
Ein Konjugat, das aus einem EGFR-Nanokörper und einer siRNA besteht, die durch Maleimid-Biokonjugation kombiniert werden, beweist die Möglichkeit einer erfolgreichen Lieferung von ONs durch Nanobodies.
Ein weiteres Beispiel ist ein Anti-CD71-Fab-Fragment, das mit einer Maleimid-haltigen siRNA konjugiert wurde (die ihrerseits 2'OMe/2'F-Modifikationen und Phosphorothioat-Verknüpfungen aufweist). Es wurden verschiedene (spaltbare und nicht spaltbare) Linker zwischen dem Maleimid-Rest und der siRNA untersucht, wobei sich herausstellte, dass dies nur einen geringen Einfluss auf die Wirksamkeit hat (nicht spaltbare Bindungen führen zu den besten Ergebnissen). Um die geringe Größe des Fab-Fragments auszunutzen, wurde die subkutane Verabreichung in Mausmodellen untersucht, was zu gleichwertigen Silencing-Ergebnissen im Vergleich zur intravenösen Verabreichung führte. Im Vergleich zu anderen mAb-siRNA-Konjugaten vermuten die Autoren, dass das endosomale Entweichen durch die geringere Größe des Fab-Fragments (im Vergleich zum mAb-Fragment) weitgehend erleichtert wird.
Darüber hinaus werden Nanokörper-ON-Konjugate in der Forschung intensiv für Bildgebungszwecke entwickelt, wobei die geringe Größe der Nanokörper zur Verringerung der Bildgebungsverschiebung ausgenutzt wird.